# 阿卜杜拉·居尔
阿卜杜拉·居尔（1950年10月29日—），土耳其政治人物，曾任土耳其总统、土耳其總理、外交部長等职。

## 政治生涯

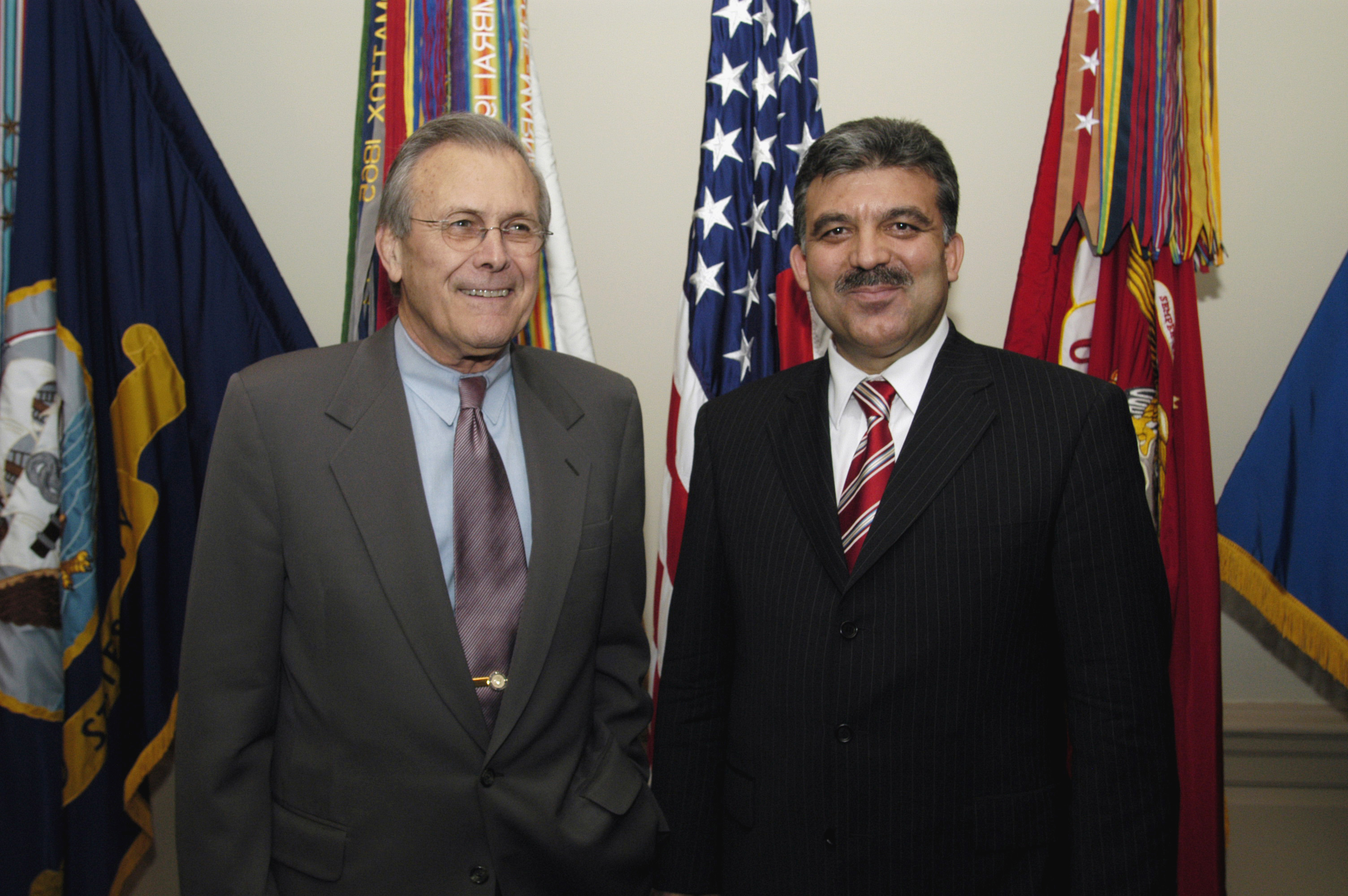
2003年7月24日居尔在五角大楼与美国国防部长唐纳德·拉姆斯菲尔德会面

居尔生于土耳其中部的开塞利省，在伊斯坦布尔大学获经济学学位后到英国伦敦继续进修经济学硕士和博士学位。1996年6月至1997年6月任土耳其国务部长。
2002年正義與發展黨勝出國會選舉，但因黨魁埃爾多安1998年入狱並被禁止從政五年，未能參與國會選舉，因此他于2002年11月至2003年3月任土耳其总理。2003年3月埃爾多安在補選中勝出，他其後任副总理兼外交部长。

### 總統
2007年4月24日原副總理兼外交部長的居尔被执政党正义与发展党提名为总统候选人，但因为反对党联合抵制，出席选举的议员人数不足，投票未能举行，居尔遂于5月6日宣布退出总统竞选。8月13日，执政党宣布居尔将再次代表竞选总统。8月28日，他在第三轮投票以过半数的339票击败民族主义行动党和土耳其民主左翼党的候选人，当选土耳其总统。
以色列因在2010年5月襲擊聯合國为加沙提供物资的国际援助船队，导致了惨重的人员伤亡，其中土耳其蒙受的损失最严重。在联合國大會9月23日上午的一般性辩论中，土耳其总统阿卜杜拉·居尔称以色列的行为明显违反国际法，他要求以色列对此事件道歉，并且赔偿受害者家庭。当船队行至距离加沙海岸40多海里的公海上时，以色列武装部队对船队进行拦截，并在与船上救援人员发生冲突的过程中导致九人死亡，十多人受伤。死者几乎全部是土耳其人。这一事件在国际社会引起了轩然大波，在土耳其国内更是引发了大规模的抗议示威。土耳其與以色列至此十分緊張。